# 宮越站

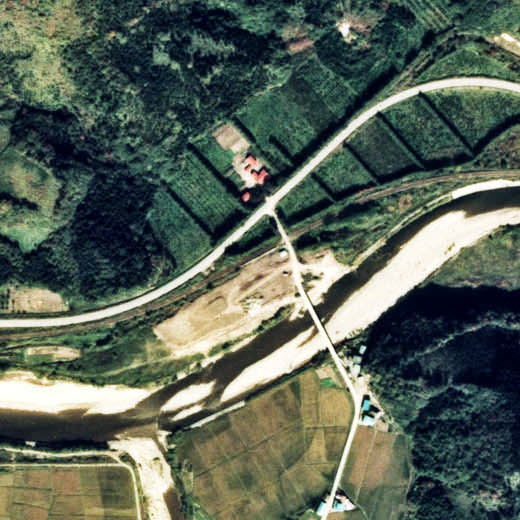
1976年的宮越站與方圓約500米範圍。左邊是江差方向。

宮越站（日语：／ Miyakoshi eki */?）是位於北海道檜山郡上之國町字早瀨，北海道旅客鐵道的江差線車站（廢站）。隨著江差線木古內站至江差站廢除，車站在2014年（平成26年）5月12日廢除。

## 歷史
- 1964年（昭和39年）12月30日：日本國有鐵道（國鐵）江差線車站啟用。當時為客運車站。
- 1987年（昭和62年）4月1日：伴隨國鐵分割民營化，車站由北海道旅客鐵道（JR北海道）營運。
- 2014年（平成26年）5月12日：江差線木古內站至江差站之間廢除，此站也廢除[2]。

## 車站構造
截至車站廢除前，此站是地面車站，設有1面1線的單式月台。此站沒有車站大樓，只有一座預製組件建成的小屋。在1986年（昭和61年），一座從其他車站遷移了一座候車室至此站。曾經此站設有廁所，截至車站廢除時已經廢除了。
在車站啟用當初已經是無人車站。

## 使用狀況
| 乘車人次變化 | 乘車人次變化     |
| 年度         | 一日平均乘車人次 |
| ------------ | ---------------- |
| 2011         | 0                |
| 2012         | 1                |
| 2013         | 0                |

## 車站周邊
- 宮越橋
- 天之川（日语：天の川 (北海道)）
- 宮越內川

## 現況
截至2018年7月，月台、候車室和路軌全部被拆毀和撤走，只剩下路基。

## 相鄰車站
北海道旅客鐵道（JR北海道）
江差線
湯之岱－宮越－桂岡

## 注腳
1. 1 2 3 4 5  さよなら江差線編集委員会（編集） (编). . 北海道新聞社. 2014: 164. ISBN 978-4-89453-743-9 （日语）.
2. ↑   (PDF) (新闻稿). 北海道旅客鉄道. 2013-04-26  [2013-04-26]. （原始内容 (PDF)存档于2013-05-13） （日语）.